# Цатурян, Армен Мишаевич
Арме́н Миша́евич Цатуря́н (арм. Արմեն Միշայի Ծատուրյան; 5 января 1962, Ванадзор) — армянский педагог. Доктор педагогических наук, профессор. Заслуженный педагог Республики Армения (2017).

## Биография
Родился в Кировакане (ныне Ванадзор) 5 января 1962 года.
- 1969—1979 — учился в средней школе № 19 города Кировакан.
- 1983 — окончил факультет физики Кироваканского государственного педагогического университета.
- 1983—2001 — работал в разных школах.
- 1990 — окончил аспирантуру РГПУ имени А. И. Герцена (научный руководитель А. С. Кондратьев).
- 1997 до настоящего времени — преподаватель кафедры физики Ванадзорского государственного педагогического института.
- 2007 — доцент Ванадзорского государственного педагогического института
- 2009 — профессор Российской академии естествознания[2]
- 2010—2013 — учился в докторантуре РГПУ имени А. И. Герцена, защитив диссертацию на тему «Повышение качества обучения физике в средних школах Армении в условиях 12-летнего обучения»[3].

## Научные труды
Автор 60 научных статей, 1 монографии и 2 учебно-методических пособий. Научные интересы касаются созданию и внедрению методов улучшения эффективности обучения механики в средних школах на основе адекватного выбора математического аппарата; реализации максимально рациональных способов применения математических знаний учащихся при решении механических задач; физическое и математическое моделирование физических явлений; совершенствованию организации повторения курса физики в средней школе на основе методологических принципов физики.

### статьи
- А. Цатурян. Повторение курса физики как обобщающая модель обучения физике // Известия Российского государственного педагогического университета им. А. И. Герцена. — СПб., 2011. — № 141. — С. 141—148.
- А. Цатурян. Некоторые аспекты непрерывного физического образования в системе школа-педагогический вуз // Физическое образование в вузах. — 2012. — Т. 18, № 1. — С. 133—140.
- А. Цатурян. Экспериментальные физические задачи как средство формирования умения моделирования // Известия Российского государственного педагогического университета им. А. И. Герцена.. — СПб., 2013. — № 160. — С. 209—216.
- А. Цатурян. Опережающее обучение как один из принципов реализации обобщающего повторения и непрерывного образования в физике // Сибирский педагогический журнал. — 2013. — № 2. — С. 167—172.
- A. Tsaturyan. About one adiabatic invariant of countries' sustainability in international migration process // Cross Cultural Studies: Education and Science. — 2016. — Т. 7, вып. I. — С. 80—86.
- A. Tsaturyan. An option for an advanced training model // Cross Cultural Studies: Education and Science. — 2017. — Т. 2, вып. III. — С. 31—38.
- A. Tsaturyan. Component of social entropy in migration process // Cross Cultural Studies: Education and Science. — 2018. — Т. 3, вып. III. — С. 13—21.

### монографии
- А. Цатурян. Современные технологии организации обобщающего повторения школьного курса физики. — Ванадзор: Сим тпагратун, 2013. — 106 с.

### учебники
- А. Цатурян. Физика-12: Учебно-методическое пособие по организации повторения школьного курса физики (для учеников 12-го класса старшей школы с углубленным обучением естествознанию и математике и общего потока). — Ванадзор, 2012. — 194 с.

## Награды и звания
- 2017 — Заслуженный педагог Республики Армения[5]
- 2007 — «Лучший учитель физики» Лорийской области
- 2007 — «Золотая памятная медаль» (высшая награда) Министерства образования и науки Республики Армения
- 2006 — «Лучший директор года» Лорийской области[4]